# One More Chance (canção de The Notorious B.I.G.)
"One More Chance / Stay With Me Remix" é o terceiro single do rapper The Notorious B.I.G. para seu álbum de estreia Ready to Die. Ele contém a participação especial de Faith Evans e vocais adicionais não creditados a Mary J. Blige. Ele foi certificado como platina pela RIAA em 31 de julho de 1995.

## Faixas

### 12" Vinyl Single

#### A-Side
1. One More Chance / Stay With Me (Radio Edit 1) (4:15)
2. One More Chance (Hip Hop Mix) (5:05)
3. One More Chance / Stay With Me (Radio Edit 2) (4:35)
4. One More Chance (Hip Hop Instrumental) (5:08)

#### B-Side
1. One More Chance (Hip Hop Radio Edit) (4:24)
2. The What (Radio Edit) (4:08)
3. One More Chance / Stay With Me (Instrumental) (4:35)

### CD Single
1. One More Chance / Stay With Me (Radio Edit 1) (4:17)
2. One More Chance (Hip Hop Mix) (5:07)
3. One More Chance / Stay With Me (Radio Edit 2) (4:37)
4. The What (Radio Edit) (4:00)

### Cassette Single

#### Side one
1. One More Chance (Radio Edit 1)
2. One More Chance (Hip Hop Radio Edit)
3. The What (Radio Edit)

#### Side two
1. One More Chance (Hip Hop Mix)
2. One More Chance (Radio Edit 2)

## Paradas musicais
| Parada (1995)                                   | Posição topo |
| ----------------------------------------------- | ------------ |
| U.S. Billboard Hot 100                          | 2            |
| U.S. Billboard Hot R&B/Hip-Hop Singles & Tracks | 1            |
| U.S. Billboard Hot Rap Singles                  | 1            |

| End of year chart (1995) | Posição |
| ------------------------ | ------- |
| U.S. Billboard Hot 100   | 23      |